# Kruszyn Krajeński
Kruszyn Krajeński is een plaats in het Poolse district  Bydgoski, woiwodschap Koejavië-Pommeren. De plaats maakt deel uit van de gemeente Białe Błota en telt 1000 inwoners.